# 진구마루타마치역
진구마루타마치역(일본어: 神宮丸太町駅)은 일본 교토부 교토시 사쿄구에 위치한 게이한 전기철도 오토 선의 역이다. 역 번호는 KH41이다.

## 역사
- 1989년 10월 5일: 오토 선 개통과 동시에 마루타마치역으로 영업 개시. 개통 당초부터 급행 정차역이 됨.
- 2008년 10월 19일: 진구마루타마치역으로 역명 변경.
- 2009년 12월: 승강장에 이상 통보 장치 설치[1].
- 2013년 12월 26일: 게이한 역의 시각 장애자용 유도 방울을 음성 안내로 갱신함[2].
- 2014년 11월 3일: 신체 장애자 대응 엘리베이터 2기를 순차적 갱신에 따라 사용 정지, 12월 1일부터 사용 재개[3].
- 2016년
  - 3월 19일: 이 날의 다이아 개정에서도 중일 운용하던 나카노시마 ~ 데마치야나기 역간 보통 열차 운용이 히라카타시 역까지로 줄고, 낮에는 준급만 정차하는 역이 됨. 이로써, 히라카타시 ~ 데마치야나기 역 구간 준급과 특급 밖에 운용되지 못함.
  - 10월 31일: 대합실에 여객 안내 장치를 설치 및 운용 개시.

## 역 구조
섬식 승강장 1면 2선의 지하역이다. 역 내 승강장의 색깔은 하늘색이다.
지하 2층으로 되어 있고, 지하 1층에 개찰구와 대합실, 지하 2층에 승강장이 있으며 개찰구는 1개소만 있다.
또, 개통 당시부터 장애자 대응 엘리베이터 2기(지상과 대합실, 개찰 내 대합실과 승강장에 각 1기), 다목적 화장실, 점자 안내도 및 요금표가 설치되는 등의 배리어 프리 대응이 이루어지고 지상과 대합실을 연결하는 엘리베이터는 교토 대학 의학부 부속 병원과 교토 후리쓰 의대에 가까운 5번 출입구에 설치되어 있다.
본 역 2번 출입구의 지상으로 나가는 계단의 중간에 라이브 하우스 "교토 클럽 메트로"(에비스 빌 B1F) 입구가 있다.

### 승강장
| 번호 | 노선                   | 방향 | 행선                                                         |
| ---- | ---------------------- | ---- | ------------------------------------------------------------ |
| 1    | ■ 오토 선              | 상행 | 데마치야나기 행                                              |
| 2    | ■ 오토 선・게이한 본선 | 하행 | 주쇼지마・히라카타시・교바시・요도야바시・나카노시마 선 방면 |

※ 두 승강장의 유효 길이는 8량이다.

## 이용 현황
| 연도   | 하차 인원 | 승차 인원 |
| ------ | --------- | --------- |
| 2007년 | 10,490    | 4,661     |
| 2008년 | 10,541    | 5,181     |
| 2009년 | 11,178    | 5,342     |
| 2010년 | 10,795    | 5,200     |
| 2011년 | 10,058    | 4,721     |
| 2012년 | 10,197    | 4,679     |
| 2013년 | 9,622     | 4,723     |
| 2014년 | 9,969     | 4,934     |
| 2015년 | 10,730    | 5,290     |

## 역 주변
역은 가와바타도리의 지하, 마루타마치도리와의 교차점(마루타마치하시히가시즈메에 있는 가와바타마루타마치 교차점)의 북쪽에 위치하고 있다.
역 서쪽에는 가모가와강이 흐르고 있고 마루타마치 다리가 위치한다. 역 주변은 주로 주택지가 형성되어 있어 학생용 원룸 등이 많이 입지한다.
- 교토 대학 요시다 캠퍼스 - 캠퍼스의 남쪽과 더 가깝다. 또한, 북쪽은 데마치야나기 역이 더 가깝다.
  - 의학부
    - 교토 대학 의학부 부속 병원

  - 약학부
- 교토 교육 문화 센터
- 교토 제2지방 합동청사
- 천리교 가와라마치 대교회
- 일본 기독교 교회 교토 마루타 쵸우 교회
- 교토 답수회
- 구마노 신사
- 비와코 수로
  - 에비스 강 발전소
- 교토 마루타마치 가와바타 우체국
- 교토 부립 의과 대학
  - 교토 부립 의과 대학 부속 병원
- 교토 교엔・교토 어소
- 교토 시 역사 자료관
- 마이니치 신문 교토 지국
- 교간지
- 시모고료 신사
- 교토 지방 법원
- 교토 지방 법무국
- 헤이안 신궁・신원
- 교토 회관
- 교토 시 권업관(서울 멸해)
- 교토 부립 도서관
- 오카자키 공원
- 교토 시 미술관
- 교토 시 동물원

## 사진

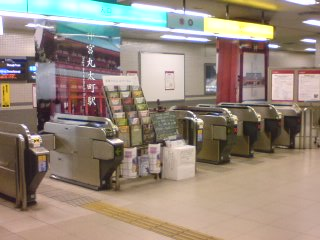
개찰구

## 인접역
| 게이한 전기철도 ■ 오토 선 | 게이한 전기철도 ■ 오토 선                             | 게이한 전기철도 ■ 오토 선           |
| ------------------------- | ----------------------------------------------------- | ----------------------------------- |
| KH40 산조 요도야바시 방면 | ■ 급행 ■ 통근 준특급 (평일 하행 운전) ■ 준특급 ■ 보통 | 데마치야나기 KH42 데마치야나기 방면 |